# John Polk Allen
John Polk Allen es un ecologista e ingeniero, pensador, metalurgista, aventurero y escritor. Es más conocido como el inventor y Director de la investigación de Biosfera 2, el mayor laboratorio de ecología global del mundo. Allen es un defensor de la ciencia que estudia la Biosfera. Ha diseñado innovadores proyectos por todo el mundo y lideró largas expediciones explorando la ecología y la civilización temprana.
En 2007 Allen es presidente de Global Ecotechnics, y director de Biospheric Design y el Institute of Ecotechnics. Es socio de la Royal Geographical Society, la Linnean Society, y el Explorers Club. Lideró la construcción y utilización del buque de investigación Heraclitus.
Estudió antropología e historia en la Universidades de Stanford y Oklahoma, y sirvió en el Cuerpo de Ingenieros de la Armada de los Estados Unidos como maquinista. Se graduó en la Escuela de Minas y recibió un MBA con honores de la Harvard Business School. A principios de los 60, Allen, encabezó el equipo especial del metal en la Corporación de Acero Allegheny-Ludlum, desarrollando casi treinta aleaciones. Luego trabajó con la David Lillienthal’s Development Resources Corporation en los EE. UU., Irán, y Costa de Marfil.
Bajo el seudónimo de Johnny Dolphin, ha redactado la rica historia personal y social de sus muchos destinos en novelas, poesía, relatos breves y otras obras.
También es nombrado en la grabación de "The Biosphere" de Reload & E621 (aka electronic music giants Global Communication)from the "Biosphere EP" (1993) on the Evolution Records label.